# Тетрил

2,4,6-Тринітрофенілметилнітрамін (тетрил, нітрамін, тетраліт) — жовта кристалічна речовина з формулою (C7H5N5O8). Бризантна вибухівка підвищеної потужності, що використовується для виготовлення проміжних детонаторів і вторинних зарядів для детонаторів і детонуючих шнурів. Являє собою кристали білого кольору, які жовтіють на світлі. Негігроскопічний і нерозчинний у воді (розчиняється в ацетоні, бензолі, ефірі, толуені). З металами не взаємодіє. Токсичний.
Горить енергійно голубуватим полум’ям без кіптю; горіння може перейти в детонацію. Стабільність тетрилу дещо нижча, ніж у тротилу та інших нітросполук, але достатня для довгострокового зберігання у звичайних умовах. Чутливість до удару вища, ніж у тротилу. Вибухає при падінні на нього вантажу масою 2 кг з висоти 40 см. Може здетонувати від прострілювання гвинтівковою кулею. Замінники – ТЕН та гексоген.
| Густина                                   | 1,5 – 1,6 г/см³   |
| Температура плавлення                     | 128 – 131 ºС      |
| Температура спалахування                  | 185 – 220 ºС      |
| Температура вибуху                        | 3370 ºС           |
| Швидкість детонації                       | 7750 м/с          |
| Тротиловий еквівалент                     | 1,25              |
| Фугасність                                | 340 см³           |
| Бризантність за Гесом                     | 22 мм             |
| Чутливість до удару за стандартною пробою | 48 – 60%          |
| Чутливість до тертя з піском              | 800 кгс/см²       |
| Чутливість до тертя без піску             | 2900 кгс/см²      |
| теплота вибуху                            | 4620 кДж/кг       |
| Об’єм продуктів вибуху                    | 0,74 – 1,09 м³/кг |